# Пиклия
Пиклия — река в России, протекает в Юрьев-Польском районе Владимирской области. Устье реки находится в 158 км по правому берегу реки Нерль. Длина реки составляет 16 км, площадь водосборного бассейна — 90,8 км².
Исток реки находится в лесах южнее деревни Княжиха (Красносельское сельское поселение) в 17 км к северо-востоку от Юрьев-Польского. Река течёт на север, протекает деревню Княжиха, после чего втекает в ненаселённый, заболоченный лесной массив. Впадает в Нерль, которая здесь образует границу с Ивановской областью. Устье находится чуть ниже устья Селекши, перед устьем на реке плотина, образующая небольшую запруду.

## Данные водного реестра
По данным государственного водного реестра России относится к Окскому бассейновому округу, водохозяйственный участок реки — Нерль от истока и до устья, речной подбассейн реки — бассейны притоков Оки от Мокши до впадения в Волгу. Речной бассейн реки — Ока.
По данным геоинформационной системы водохозяйственного районирования территории РФ, подготовленной Федеральным агентством водных ресурсов:
- Код водного объекта в государственном водном реестре — 09010300812110000032395
- Код по гидрологической изученности (ГИ) — 110003239
- Код бассейна — 09.01.03.008
- Номер тома по ГИ — 10
- Выпуск по ГИ — 0